# Colaranea viriditas
Colaranea viriditas es una especie de arañas araneomorfas de la familia Araneidae.

## Localización
Esta especie se localiza en Nueva Zelanda.